# Saudia
Saudia (Árabe: الخطوط الجوية العربية السعودية, anteriormente Saudi Arabian Airlines) es la aerolínea de bandera de Arabia Saudita, con base en Yeda, en la provincia de La Meca. Opera vuelos regulares nacionales e internacional a más de 70 destinos en Oriente Medio, África, Asia, Europa y Norteamérica, así como vuelos chárter internacionales sobre todo en las épocas de Ramadán y Hajj. El aeropuerto principal de la aerolínea es el Aeropuerto Rey Abdulaziz de Yida, destacando también los Aeropuertos Rey Khalid de Riad y Rey Fahd de Dammam. El nuevo aeropuerto de Dammam fue abierto para uso comercial el 28 de noviembre de 1999, ya que antes era de uso exclusivamente militar. Saudia es miembro de la Organización Árabe de Transportistas Aéreos.

## Historia

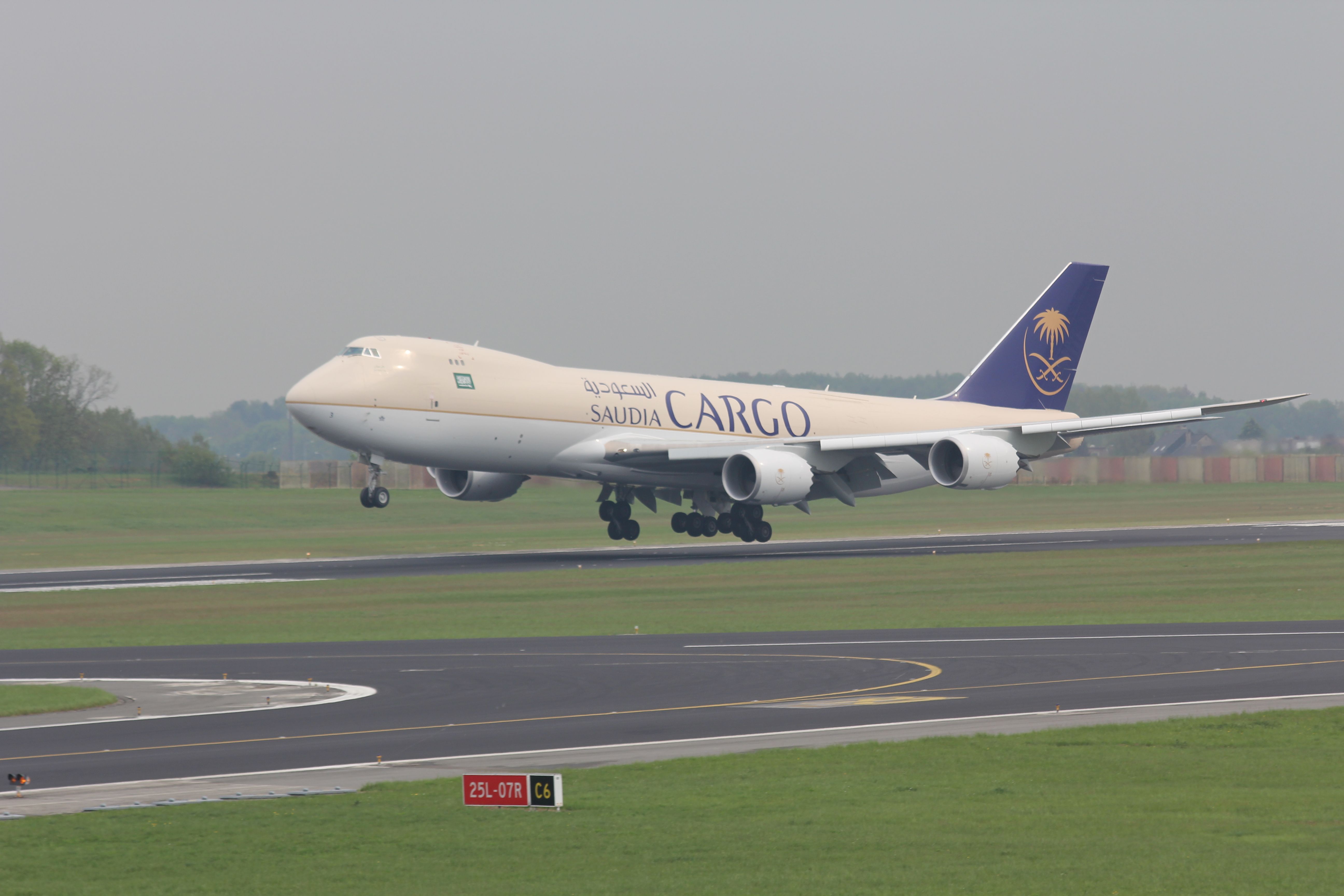
Boeing 747-8F.

Cuando el presidente de los Estados Unidos Franklin Delano Roosevelt obsequió al Rey Abd al-Aziz ibn Saud con un Douglas DC-3 en 1945, el gobierno vio las puertas abiertas para comenzar el desarrollo de la aviación civil en Arabia Saudí. Saudia fue fundada en septiembre de 1946 como una agencia gubernamental bajo control del Ministerio de Defensa, si bien dicha agencia tenía un acuerdo de gestión con la aerolínea estadounidense TWA.
Desde el principio el Aeropuerto de Yeda, muy cercano al centro de la ciudad, sirvió de base de operaciones a la compañía. Entre las primeras operaciones de la aerolínea figuraban vuelos especiales desde la ciudad palestina de Lydda para llevar peregrinos a Yida. En marzo de 1947 la compañía lanzó su vuelo regular Yida-Riad-Hofuf-Dhahran realizados por 5 Douglas DC-3, a lo que siguió el primer vuelo internacional entre Yida y El Cairo. Los servicios a Damasco y Beirut comenzaron a principios de 1948.
En 1949 la aerolínea recibió el primero de los 5 Bristol 170 esperados. Estos aviones ofrecían gran flexibilidad para transportar carga, pasajeros o ambos de forma mixta cuando era necesario.
Durante los años 50 la compañía experimentó un crecimiento lento pero seguro, abriéndose las rutas a Estambul, Karachi, Amán, Ciudad de Kuwait, Asmara y Puerto Sudán y sumándose a la flota 5 Douglas DC-4 y 10 Convair 340, las primeras aeronaves presurizadas de la aerolínea. En 1959, la compañía inauguró su primer centro de mantenimiento en Yida. Asimismo, los 50 fueron la década de consolidación del futuro puente aéreo Yida-Riad.
En 1962, la aerolínea recibió 2 Boeing 720, siendo la primera en Oriente Medio en contar con reactores en su flota. El 19 de febrero de 1963 la aerolínea se convierte en una compañía totalmente independiente tras conceder las autorizaciones pertinentes el Rey Faisal ibn Abd al-Aziz. Posteriormente fueron comprados nuevos Douglas DC-6 y Boeing 707 y la aerolínea se asoció a la AACO. También se iniciaron los vuelos a Sharjah, Teherán, Jartum, Bombay, Trípoli, Túnez, Rabat, Ginebra (ciudad), Fráncfort del Meno y Londres.
En los 70 se presentó una nueva librea y la compañía cambió su nombre por el de Saudia. Fueron adquiridos Boeing 737 como medio de reemplazo de los Douglas DC-9, además de nuevos Boeing 747. En esa década también comenzaron los servicios exclusivos de carga entre Arabia Saudí y Europa y se añadieron a la flota nuevos Lockheed L-1011 y Fairchild FH-227. Se presentó el Arabian Express, puente aéreo sin reservas entre Yida y Riad. También se constituyó la división Special Flight Services dedicada a los vuelos especiales para la Familia Real y el Gobierno y se iniciaron servicios a Roma, París, Mascate, Kano y Estocolmo. Por último, el 3 de febrero de 1979 se inauguró la ruta conjunta PanAm-Saudia entre Dhahran y Nueva York.
En los 80 la compañía diversificó sus actividades abriendo servicios como Saudia Catering. Asimismo comenzaron los vuelos a Atenas, Bangkok, Daca, Mogadiscio, Nairobi, Nueva York, Madrid, Singapur, Manila, Nueva Delhi, Islamabad, Seúl, Bagdad, Ámsterdam, Colombo, Niza, Lahore, Bruselas, Dakar, Kuala Lumpur y Taipéi. Se creó la clase Horizon Class en el vuelo Yida-El Cairo y se construyeron plataformas de distribución de carga en Bruselas y Taipéi. Fueron añadidos Airbus A300, Fokker F-28 y Cessna Citation a la flota, estos últimos a la división SFS.
En julio de 1982 se inauguró la ruta Yida-Nueva York a bordo de un Boeing 747SP, introducido en la flota ese mismo año. Posteriormente con la llegada del segundo Boeing 747SP se inicia la ruta Riad-Nueva York.
En 1989 fueron inauguradas las rutas a Lárnaca y Addis Abeba.
En la década de los 90 se presentaron los servicios a Orlando, Chennai, Tokio, Asmara, Washington D. C., Johannesburgo, Alejandría, Milán, Málaga y Saná. Se añadieron a la flota Boeing 777, Douglas DC-9 y McDonnell Douglas MD-11, se prohibió fumar en algunos vuelos de cabotaje y a países musulmanes y se introdujeron nuevos uniformes diseñados por Adnan Akbar. El 16 de julio de 1996 fue presentada una nueva imagen corporativa consistente un elegante color arena que cubre el fuselaje contrastando con el azul oscuro de la cola, en cuyo centro figura una representación estilizada del escudo de armas de la Casa de Saud. Además se decidió eliminar el nombre de Saudia recuperándose el de Saudi Arabian Airlines.
El 8 de octubre de 2000, el Príncipe Sultan ibn Abdul Aziz Al Saud, Ministro de Defensa y Aviación, firmó un contrato por el cual se realizaría un estudio acerca de la privatización de Saudia. Como preparación para el proceso, la aerolínea actualmente lleva a cabo una reestructuración que permita a las divisiones de catering, handling y mantenimiento, así como a la Academia de Vuelo del Príncipe Sultán en Yida transformarse en servicios comerciales rentables. En abril de 2005, el Gobierno Saudí indicó que podría liberalizar en cierto modo el mercado nacional, rompiendo así el monopolio de la aerolínea.
Saudia consiguió beneficios en 2002 y se vieron doblados en 2003, si bien son debidos a 195 millones de euros que la aerolínea se ahorró por los 70 nuevos aviones regalados por el Gobierno. En 2004 la compañía transportó a más de 15 millones de pasajeros y sus beneficios crecieron un 14%.
En abril de 2005 la aerolínea encargó 15 Embraer 170 por valor de 290 millones de euros. Sus bases serán Abha en el sur y Hail en el norte.

## Código compartido
Saudia tiene acuerdos de código compartido con las siguientes aerolíneas:
- Czech Airlines
- Etihad Airways
- Garuda Indonesia
- Korean Air
- Oman Air
- Royal Air Maroc
- Vietnam Airlines
- ITA Airways[3]

## Flota

### Actual
| Aeronave          | Unidades | Pasajeros (Primera/Business/Turista)         | Rutas                                        | Observaciones                                |
| ----------------- | -------- | -------------------------------------------- | -------------------------------------------- | -------------------------------------------- |
| Airbus A320-214   | 37       |                                              | Corta y media distancia                      |                                              |
| Airbus A321-211   | 15       |                                              | Corta y media distancia                      |                                              |
| Airbus A321-251NX | 7        |                                              | Corta y media distancia                      |                                              |
| Airbus A330-243   | 1        |                                              | Media y larga distancia                      |                                              |
| Airbus A330-300   | 35       |                                              | Media y larga distancia                      |                                              |
| Boeing 747-400    | 6        |                                              |                                              |                                              |
| Boeing 777-300ER  | 37       | 413                                          | Larga distancia                              | Reemplazo de los B747-300                    |
| Boeing 777-FFG    | 4        |                                              |                                              | Carga                                        |
| Boeing 787-9      | 13       |                                              | Ultra larga distancia                        |                                              |
| Boeing 787-10     | 8        |                                              | Ultra larga distancia                        |                                              |
| Total             | 163      | Edad promedio de 9.3 años a de abril de 2024 | Edad promedio de 9.3 años a de abril de 2024 | Edad promedio de 9.3 años a de abril de 2024 |

Además, Saudia opera los siguientes aviones en servicios para el Gobierno y la Familia Real:
| Aeronave                | Unidades | Configuración                              | Rutas                                      | Observaciones                              |
| ----------------------- | -------- | ------------------------------------------ | ------------------------------------------ | ------------------------------------------ |
| Boeing 747-300          | 1        | VIP                                        | Todo asientos                              |                                            |
| Boeing 747-400          | 1        | "                                          | "                                          | Avión comercial convertido                 |
| Boeing 747SP            | 1        | "                                          | "                                          |                                            |
| Boeing 757-200          | 1        | "                                          | "                                          | Hospital volante totalmente equipado       |
| Airbus A340-200         | 1        | "                                          | "                                          | Único en su tipo                           |
| McDonnell Douglas MD-11 | 1        | "                                          | "                                          |                                            |
| Total                   | 6        | Datos de diciembre de 2010[cita requerida] | Datos de diciembre de 2010[cita requerida] | Datos de diciembre de 2010[cita requerida] |

### Otros aviones

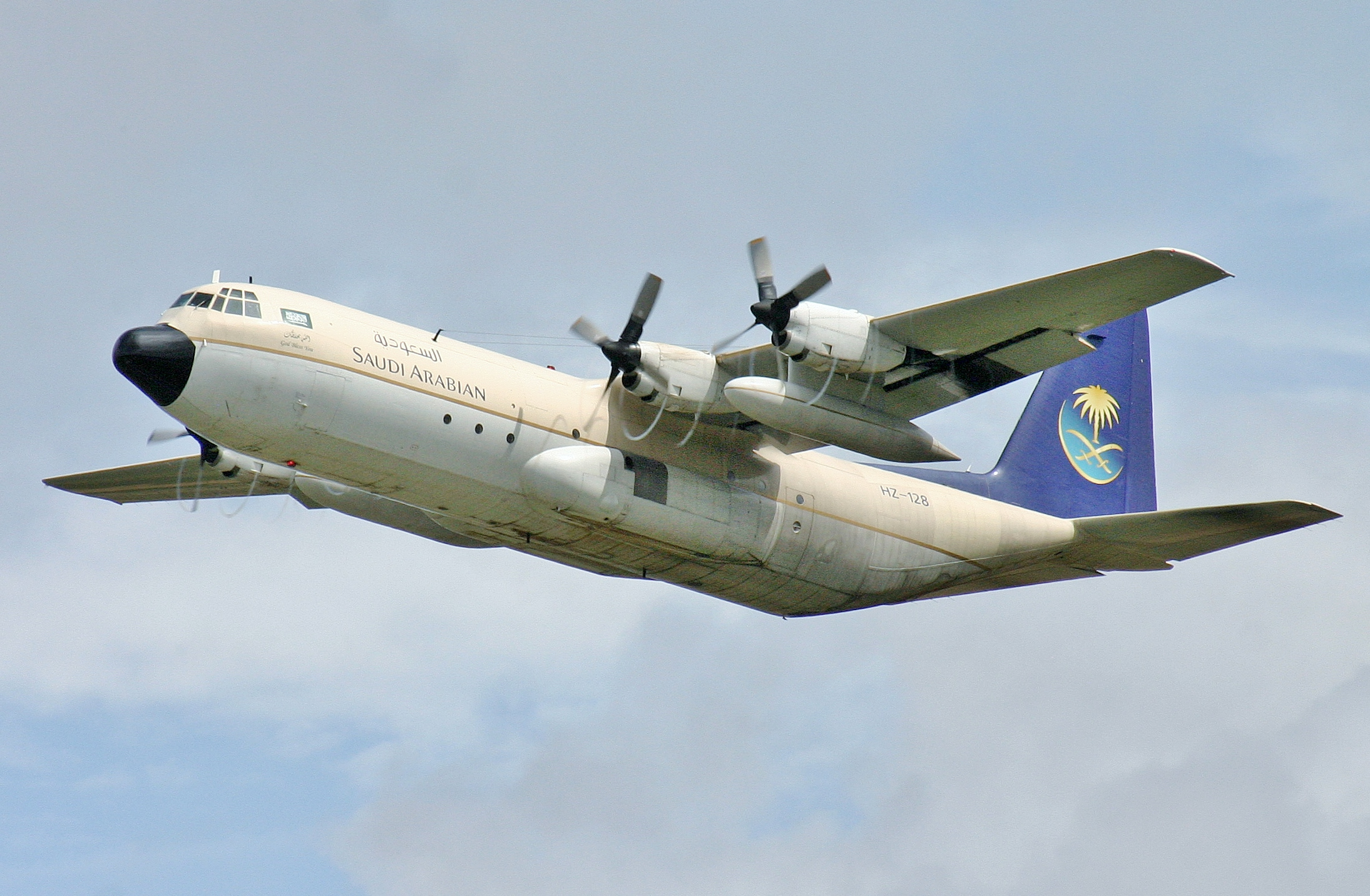
Lockheed C-130 Hercules.

- 6 Beechcraft Bonanza (entrenamiento)
- 8 Piper Archer II (entrenamiento)
- 1 Dassault Falcon 900 (uso del Gobierno)
- 1 De Havilland Canada DHC-6 Twin Otter Series 300 (uso del Gobierno)
- 4 Gulfstream II (3 para uso del Gobierno)
- 3 Gulfstream III (uso del Gobierno)
- 6 Gulfstream IV (uso del Gobierno)

Algunos aviones militares Lockheed C-130 Hercules están pintados con los colores de la aerolínea y son utilizados por la Fuerza Aérea de Arabia Saudí para prestar apoyo a las actividades oficiales saudíes en la región y en Europa.

### Histórica
| Avión                   | Total | Introducido | Retirado |
| ----------------------- | ----- | ----------- | -------- |
| Airbus A300B2           | 2     | 2005        | 2006     |
| Airbus A300B4           | 13    | 1980        | 2009     |
| Airbus A300-600         | 22    | 1984        | 2012     |
| Airbus A310-300         | 1     | 2010        | 2013     |
| Airbus A319-100         | 5     | 2015        | 2018     |
| Airbus A321-100         | 1     | 2009        | 2010     |
| Airbus A330-200         | 24    | 2011        | 2023     |
| Airbus A340-300         | 4     | 1999        | 2014     |
| Boeing 737-200          | 25    | 1972        | 2007     |
| Boeing 737-300          | 1     | 1997        | 1998     |
| Boeing 747-100          | 22    | 1981        | 2011     |
| Boeing 747-200          | 33    | 1977        | 2014     |
| Boeing 747-300          | 19    | 1985        | 2014     |
| Boeing 747-8F           | 2     |             |          |
| Boeing 747SP            | 1     | 1982        | 1992     |
| Boeing 757-200          | 10    | 2008        | 2011     |
| Boeing 767-200          | 6     | 2003        | 2012     |
| Boeing 767-300          | 6     | 2012        | 2015     |
| Boeing 777-200          | 23    | 1997        | 2019     |
| Douglas DC-8            | 37    | 1979        | 1998     |
| Embraer 170             | 15    | 2005        | 2016     |
| McDonnell Douglas DC-10 | 2     | 1999        | 2001     |
| McDonnell Douglas DC-9  | 3     | 1967        | 1972     |
| McDonnell Douglas MD-11 | 6     | 1997        | 2014     |
| McDonnell Douglas MD-90 | 29    | 1998        | 2014     |

## Carga
Saudi Arabian Cargo es la división de carga de la aerolínea, y opera servicios a distintos lugares de Europa, África, Asia Oriental y Norteamérica (abril de 2020).

## Incidentes y accidentes
- 19 de agosto de 1980: minutos después de despegar, la tripulación del vuelo 163 entre Riad-Yida de Saudia realizado con el Lockheed L-1011-200 HZ-AHK detectó un incendio en el compartimento de carga y decidió regresar al aeropuerto de origen, aterrizaje que se realizó sin problemas pese al fallo de uno de los motores a causa del fuego. Sin embargo, el comandante no declaró la emergencia de forma inmediata, sino que se retrasó unos minutos que permitieron al fuego continuar su avance. Una vez comunicado el problema los servicios de emergencia intentaron llegar hasta el aparato, pero este seguía con el resto de sus motores encendidos, resultando imposible. Finalmente el avión acabó calcinado, muriendo los 287 pasajeros y los 14 tripulantes a bordo.

- 12 de noviembre de 1996: a las 18:32 hora local despegaba del Aeropuerto de Delhi un Boeing 747-168 que realizaba el vuelo SV763 de Saudia entre Nueva Delhi y Dharhan. Simultáneamente un Ilyushin Il-76 que realizaba el vuelo 9Y1907 de Kazakhstan Airlines entre Shymkent (Kazajistán) y Nueva Delhi había sido autorizado a descender hasta 15 000 pies (4572 m) cuando se encontraba a 74 millas náuticas (85 mi; 137 km) del aeropuerto de destino. En ese momento el Control Aéreo detectó el tráfico saudí y avisó al vuelo kazajo, pero era demasiado tarde. El Control volvió a llamar pero no obtuvo respuesta. Ambos aviones habían colisionado. En concreto el ala izquierda de la aeronave kazaja atravesó la sección de cola del avión saudí, destruyéndolo por completo. Los restos de ambos aviones cayeron en picado a tierra sobre las fincas de un granjero. Fallecieron ambas tripulaciones y pasajes, en total 33 tripulantes y 316 pasajeros. Ver Colisión aérea de Charkhi Dadri.

- En el 2001, un Boeing 747 de Saudi Arabian Airlines sufrió daños en su extremo delantero en el Aeropuerto Internacional de Kuala Lumpur cuando cayó a una zanja de drenaje (especialmente construida por la abundancia de monzones) mientras era conducido desde el hangar hacia la puerta de embarque, previo a emprender el viaje de regreso a Arabia Saudita. Ninguno de los seis miembros de personal a bordo sufrió heridas.

- 15 de abril de 2023: a las 07:30 hora local, en el Aeropuerto Internacional de Jartum en Sudán un Airbus A330 matrícula HZ-AQ30 Vuelo SV458 de Saudi Arabian Airlines que se disponía a salir con destino a Riad en Arabia Saudita, fue alcanzado por disparos de arma de fuego RPG en la sección de la cola, causando su desprendimiento y ocasionando un incendio que destruyó en su totalidad la aeronave, los pasajeros y la tripulación fueron evacuados rápidamente sin perdidas humanas que lamentar, tras el ataque a la aeronave, Saudi Arabian Airlines suspendió todos sus vuelos a Sudán hasta que las tensiones políticas en el país fueran solucionadas.

## Otros hechos de interés

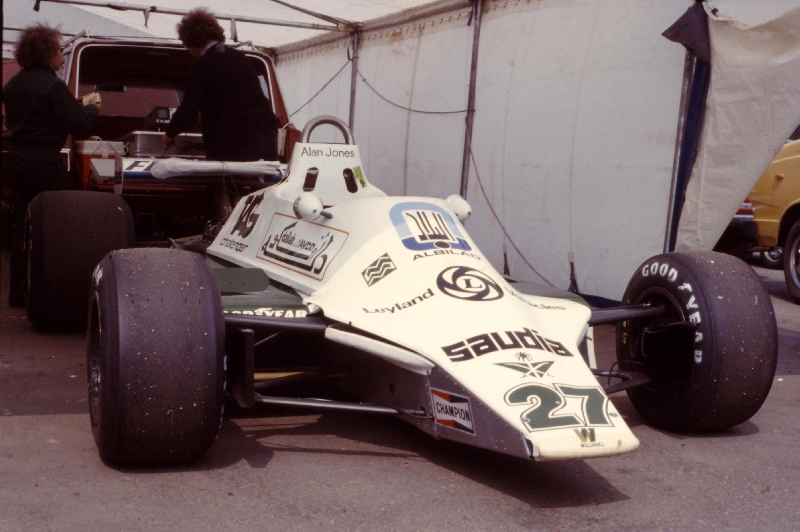
Un Fórmula 1 de 1980 de la escudería Williams Racing con el logotipo de Saudia.

- La Guía de Viaje que la aerolínea posee en su web[7] recomienda no llevar ciertos objetos al país debido a motivos religiosos o legales, pues todos aquellos artículos que simbolicen religiones diferentes a la musulmana están prohibidos. Esto incluye biblias, crucifijos, figuras, tallas y cualquier otro objeto con símbolos tales como cruces o estrellas de David. Existen personas que no comparten estas prohibiciones.[8]
- A mediados de los 1990, la aerolínea recuperó un DC-3 y lo repintó con la librea correspondiente a su época.
- El DC-3 que el presidente Truman regaló al entonces rey en los años 40 todavía es conservado por la aerolínea, aunque no lo utiliza. Permanece en las pistas junto a la terminal de Saudia en el Aeropuerto Internacional de Yida.
- Entre 1978 y 1983 Saudia fue patrocinador oficial de la escudería Williams Racing de Fórmula 1, etapa en la que el equipo consiguió dos campeonatos del mundo de pilotos, uno con Alan Jones en 1980 y otro con Keke Rosberg en 1982.
- Hasta 2005 la ruta a Teherán era un servicio de temporada, pero la gran afluencia de viajeros del mismo ha llevado a Saudia y a Iran Air a negociar la creación de un servicio permanente.
- Desde 2015 la aerolínea segrega a los pasajeros por sexo,[9] evitando así que hombres desconocidos se sienten junto a mujeres, permitiendo solo que lo hagan parientes próximos.
- Desde 2019 Saudia patrocina a la U.D. Almería de España.
- Saudia prohíbe el viaje en sus aviones a pasajeros con pasaporte israelí.
- Saudia no ofrece alcohol a bordo y da solo comidas Halal.